# Norges Klatreforbund
Norges klatreforbund (NKF) er et forbund, som har som formål at fremme klatresporten i Norge og repræsentere norsk klatresport internationalt. Det blev stiftet i 1992.
Norges klatreforbund er et særforbund i Norges idrettsforbund og olympiske og paralympiske komité. Norges klatreforbund er medlem af Det internationale klatreforbundet (UIAA), International Federation of Sports Climbing (IFSC), Norsk Fjellsportforum og Friluftslivets fellesorganisasjon (FRIFO).
Brattkort, der er et færdighedsbevis, er en national ordning, ejet og driftet af Norges klatreforbund.
Siden 1994 har NKF afholdt Norgesmesterskabet i klatring.